# Barrvargspindel
Barrvargspindel (Alopecosa pinetorum) är en spindelart som först beskrevs av Tord Tamerlan Teodor Thorell 1856.  Barrvargspindel ingår i släktet Alopecosa och familjen vargspindlar. Arten är reproducerande i Sverige. Inga underarter finns listade.